# Prodidomus tigrinus
Prodidomus tigrinus är en spindelart som beskrevs av Raymond Comte de Dalmas 1919. Prodidomus tigrinus ingår i släktet Prodidomus och familjen Prodidomidae. Inga underarter finns listade i Catalogue of Life.